# ロールス・ロイス＝ベントレー LシリーズV8エンジン
ロールス・ロイス＝ベントレー LシリーズV8エンジン（Rolls-Royce–Bentley L-series V8 engine）は、ロールス・ロイスが自社製乗用車向けに開発し、1959年から市販モデルに搭載したV型8気筒OHVガソリンエンジンで、改良を受けて2020年6月までベントレー搭載用に生産が続けられた。
クルー工場で製造されたこのエンジンは、導入後40年間、ロールス・ロイスとベントレーのほとんどの自動車に採用され、ベントレー・ミュルザンヌにも採用されていた。1998年、BMWがロールス・ロイスの商標権を取得した事で、ロールス・ロイス・モーター・カーズはBMWから供給されたV12エンジンを使用し始めたが、フォルクスワーゲンの傘下にあるベントレー・モーターズ・リミテッドは、アルナージ、アズール、ブルックランズ、ミュルザンヌの各車種にLシリーズの高度改良されたバージョンを使用し続け、コンチネンタルGT、フライング・スパー、ベンテイガの各車種にはVAG W-12とV8エンジンが使用されている。
ロールス・ロイス＝ベントレーV8は、シボレー・スモールブロックエンジンに次ぎ、史上2番目に長い生産実績を持つエンジンである。

## 歴史
最初のV8エンジンは、1904年にアメリカのマーモン・モーターカー・カンパニーが開発した。しかし、これは試作的な物で乗用車には採用されなかった。翌1905年にロールス・ロイスは世界で2番目のV8エンジンをロールス・ロイス・V8レガリミット用に初公開したが、当時のイギリスの法定制限速度である時速20マイル（32km/h）を超えないよう調速されていた。このエンジンは成功を収められず、わずか3台しか製造されず、1台しか販売されなかったが、すぐに工場に戻され廃車となった。 キャデラックがV8エンジンの量産車を開発するまでには、さらに10年かかった。
ロールス・ロイスは1931年にベントレーを買収し、一時は自社エンジンと並行してベントレーのエンジンを使用したが、いずれもV8エンジンではなかった。第二次世界大戦前、ロールス・ロイスはファントムIII用に7.3リッターV型12気筒エンジンを開発した。このエンジンは、IOE式のB60直列6気筒とB80直列8気筒シリーズに引き継がれた。B80はリムジンのファントムIVに使用され、4.3リッターのB60は1955年までロールス・ロイス・シルヴァーレイス、シルヴァードーン、ベントレー・マークVIに使用されていた。1955年にはB60のボアを拡大して排気量を4.9リッターに拡大し、B61として知られるようになった。
対米輸出の推進とオートマチックトランスミッションの導入を背景に、強力な新エンジンの必要性は1950年代初頭にロールス・ロイスによって認識され、1905年のロールス・ロイス・V8とは無関係の形で1952年に開発が開始された。その結果、Lシリーズとして知られる一連のV8エンジン、より具体的には社の慣行に沿った4.1インチ(104.14mm)のボアサイズを採用した「L410」と呼ばれるエンジンが開発された。
L410の開発は、1998年までのロールス・ロイスや21世紀に入ってからのベントレーを牽引してきた。ベントレーは1998年以降、フォルクスワーゲンの傘下にあり、その車群のためにL410の改良を続けてきた。ロールス・ロイスは1998年3月にBMW所有のブランドに移行し、ロールス・ロイス・シルヴァーセラフにBMW製のV12エンジンを導入した事で、L410の使用を終了した。そのため、1998年以降L410エンジンの改良と使用はベントレーが担うことになった。
その後も2010年には可変バルブタイミングと気筒休止システムを搭載したモデルがミュルザンヌ に採用されるなど、60年以上にわたってベントレーの主力エンジンとして使用されたが、2020年6月、ミュルザンヌの最終モデルである30台限定の「ミュルザンヌ6.75エディションbyマリナー」に搭載されたのを最後に生産を終了し、61年の歴史に幕を下ろした。

## Lシリーズエンジンの分類
LシリーズのV型8気筒エンジンの分類は、時系列で以下のようになっている。
- L380      1950年代 5,204 cc (317.6 cu in) 初期開発版
- L410      1959年 6,230 cc (380 cu in) シルバークラウドII、ファントム、S2シリーズに対応した市販版
- L425      1965年 7,439 cc (454.0 cu in) 開発版
- L410B    1965年  6,230 cc (380 cu in) シルバーシャドウとTシリーズのための強化版
- L410       1970年  6,750 cc (412 cu in) 生産バージョン、3.9-インチ (99.06 mm)への容量増加を達成
- L410E     1970年代  7,269 cc (443.6 cu in) 開発版、容量は4.2-インチ (106.7 mm)
- L380       1970年代  5,352 cc (326.6 cu in) ポルシェによる熱力学的に最適化された試作品
- L410D     1982年 6,750 cc (412 cu in) ミュルザンヌのためのターボ搭載版
- L410I     1986年 6,750 cc (412 cu in) 燃料噴射装置搭載版
- L410IT     1987年 6,750 cc (412 cu in) ベントレー・ミュルザンヌ・ターボに燃料噴射式の市販車を設定
- L410ITI    1991年 6,750 cc (412 cu in) ベントレー・ターボR&SとコンチネンタルR&Sの燃料噴射、ターボ、インタークーラー装備版
- L410MT     1997年 6,750 cc (412 cu in) 低圧ターボ
- L410MT/S     1997年 6,750 cc (412 cu in) ターボ
- L675        1998年 6,750 cc (412 cu in) アルナージのターボバージョンの開発名、後にL410に復帰
- L410TT   2007年 6,750 cc (412 cu in) インタークーラー付き三菱重工（MHI）製ツインターボを導入した市販版
- L410HT   2009年 6,750 cc (412 cu in) 可変バルブ機構搭載、2009年型ミュルザンヌのためのハイトルク版

## メインエンジンの容量

### 6.25リットル
エンジンはオーバーヘッドバルブ（OHV）式で、角度は90度につけ、センターカムシャフトとくさび形の燃焼室を採用した。発売当初のボア×ストロークは4.1インチ×3.6インチ（104.14mm×91.44mm）、排気量は6,230cc（380cu in）で、これを切り上げて6.4リッターエンジンと呼称した。
開発時、ロールス・ロイス＝ベントレーV8はアメリカのエンジンデザインのライセンスによるエンジンと噂されたが、ロールス・ロイスとベントレーのエンジニアによって自社開発された。ウェットライナー付きアルミニウム合金製シリンダーブロック、ギア駆動カムシャフト、（当初は）アウトボード点火プラグ、ロールス・ロイス製航空機用エンジンのマーリンに影響されたポート加工などに自社設計の特徴がある。ボア間隔は120.7mmで点火順序も1-5-4-8-6-3-7-2という、アメリカ製V8エンジンにはどの時代にあっても珍しい形となっている。深いスカート状のクランクケースデザインもアメリカのV8エンジンには珍しい物である。しかし、シルヴァークラウドのハイドラマティックやシルヴァーシャドウのターボ・ハイドラマティックなどの代表例に見られるように、ロールス・ロイスは1950年代からの自動変速機の導入にあたってはゼネラルモーターズ開発のトランスミッションを採用していた。
船舶用エンジン (LM 841) は「完全なパワーパック」として直販された。4000rpmで12時間連続で220bhp（164kW）、4200rpmで240bhp（179kW）のピーク出力が得られるとされていた。クランクシャフトの回転方向は、左舷、右舷のプロペラに合わせて選べるようになっていた。エンジン冷却は海水を汲み上げる熱交換器を備えたクローズドループグリコールであった。ボルグワーナーの「ベルベットドライブ」ギアボックスが装備されていた。

#### 搭載車種
- ロールス・ロイス・シルヴァークラウド IIとIII (1959年–1966年)
- ロールス・ロイス・ファントムV (1959年–1968年)
- ベントレー・S2 (en)(1959年–1962年)
- ベントレー・S3 (en)(1962年–1965年)
- ロールス・ロイス・シルヴァーシャドウ (1965年–1970年)
- ベントレー・Tシリーズ (1965年–1980年)
- ロールス・ロイス・ファントムVI (1968年–1982年)

#### 生産
- ロールス・ロイス・リミテッド（1959年-1973年）
  - ベントレー
- ロールス・ロイス・モーターズ（1973年-1982年）
  - ベントレー

### 6.75リットル
1968年に発表された1971年モデルからV8エンジンのストロークは3.6から3.9インチ（91.44から99.06mm）に拡大され、エンジン排気量は6,750cc（412 cu in）に増加した。シックス＆スリークォーターリッター、または単にシックス＆スリークォーターとして知られているこのエンジンは、すべてのバージョンの中で最も広く使用され、よく知られており、おそらくローバー・V8エンジンを除き、最も知られるイギリスのV8エンジンである。
6.75リッターの排気量は、6.25リッターを上回る物になったが、当初はトルクの増大に重点が置かれていたため、さほど大きな意味を持つ物ではなかった。1987年に導入された1-3-7-2-6-5-4-8という新たな点火順序は、最も注目すべき変更点のひとつである。チューニングの改善とターボチャージャーの追加により、6.75リッターは世界で最もパワフルな自動車用エンジンのひとつとなり、スポーツカーメーカーとしてベントレーのイメージを大きく向上させた。
エンジンの進化は段階的かつ継続的に行われ、2006年には1959年以来のすべてのエンジン部品仕様が改良され、最終型のツインターボ6.75リッターエンジンが誕生した。 最終型のツインターボ 6.75リッターエンジンは、エンジンの馬力とトルクが発売当初に比べて150%以上増加、燃費は40%改善、排気ガス排出量は 99.5% 減少している。
ブルックランズやミュルザンヌでは、6.75リッターエンジンの馬力は395kW(537PS、530bhp)、トルクは1,050N・m(774lb・ft)となっている。
ベントレー・ミュルザンヌに搭載されている6 3/4リッター（412 cu in）512 PS（377 kW; 505 bhp）のエンジンはクルー工場で製造され、組み立てに30時間近くが費やされる。
ツインターボV8エンジンは段階的に廃止されると報じられていた。部品はシュロップシャー州ブリッジノースのグレインジャー・アンド・ワロー（Grainger and Worrall）社で鋳造されており、英国シュロップシャー州テルフォードにある同社の機械加工施設で完全に機械加工され、部分的に組み立てられていた。

#### 搭載車種
- ロールス・ロイス・ファントムVI（1968年-1991年）
- ロールス・ロイス・シルヴァーシャドウ（1970年-1980年）
- ベントレー・Tシリーズ（1970年-1980年）
- ロールス・ロイス・コーニッシュ（1971年-1996年）
- ロールス・ロイス・カマルグ（1975年-1986年）
- ロールス・ロイス・シルヴァースピリット（1980年-1996年）
- ロールス・ロイス・シルヴァースパー (1980年–1998年)
- ベントレー・ミュルザンヌ (1980年–1992年)
- ベントレー・エイト (1984年–1992年)
- ベントレー・ターボR、ターボS (1985年–1997年)
- ベントレー・アズール (1995年–2003年, 2006年–2009年)
- ベントレー・コンチネンタルR、コンチネンタルS (1991年–2003年)
- ベントレー・ブルックランズ (1992年–1998年)
- ベントレー・ターボRT (1997年–1998年)
- ベントレー・アルナージ (1998年–2009年)
- ロールス・ロイス・コーニッシュ、コーニッシュS（英語版） (2000年–2002年)
- ベントレー・ブルックランズクーペ (2008年–2011年)
- ベントレー・ミュルザンヌ (2010) (2010年–2020年)

#### 生産
- ロールス・ロイス・リミテッド（1968年-1973年）
  - ベントレー
- ロールス・ロイス・モーターズ（1973年-2002年）
  - ベントレー
- ベントレー・モーターズ・リミテッド（2002年-2020年）